# トーア・メトロ
トーア・メトロ/Toa Metroは玩具メーカー・レゴ社が作るストーリーライン・バイオニクルに登場する架空のヒーロー達であるトーア/Toaの一員である。
また、彼らが変異した姿であるトーア・ホーディカ/Toa Hordikaもここで解説する。

## トーア・メトロ / Toa Metro
リカーンに選ばれた6人のマトランが、彼のトーアエナジーを受けてトーアとなった姿。

### メンバー
ワカマ / Vakama
声 - 成田剣
- カノイ：透明化（影は残ってしまう）のグレートカノイ「フナ」

ターメトロの守護者である炎のトーア。
元はターメトロで一番とされるカノイ職人で、時間のマスク「ヴァヒ」を創った。
クロスボウ型のディスクランチャーを武器とし、カノカディスクを撃ち出しての射撃を得意とする。
ノカマ / Nokama
声 - 本田貴子
- カノイ：言語翻訳のグレートカノイ「ラウ」

ガーメトロの守護者である水のトーア。
元はガーメトロで教師をしていた。
錨状の刃を備えたパーソナルツール「ハイドロブレード」を持ち、回転させて敵の攻撃を防いだり、水中での推進力となる。
マタウ / Matau
声 - 落合弘治
- カノイ：幻覚のグレートカノイ「マヒキ」

レーメトロの守護者である大気のトーア。
元はレーメトロのテストパイロットだった。お調子者の性格で、トーアになれたことを誰よりも喜んでいた。
2本の刀「エアロスライサー」を武器とし、背中に装着すると飛行用の翼に変化する。
ヌジュ / Nuju
声 - 川島得愛
- カノイ：物体移動のグレートカノイ「マタツ」

コーメトロの守護者である氷のトーア。
元はコーメトロにある知識の塔で働く学者だった。
無数の棘を備えたパーソナルツール「クリスタルスパイク」を持ち、氷山を移動する際の滑り止めとしても使用する。
オネワ / Onewa
声 - 小森創介
- カノイ：暗示のグレートカノイ「コマウ」

ポーメトロの守護者である岩石のトーア。
元はポーメトロの彫刻家だった。
鶴嘴状のハンマー「プロトピトン」を備え、岩山を登るフックとしても使用する。
ウェヌア / Whenua
声 - 楠見尚己
- カノイ：暗視のグレートカノイ「ルル」

オヌメトロの守護者である大地のトーア。
元はオヌメトロの資料館で働く学者だった。
シャベル型のパーソナルツール「アースショックドリル」を備え、組み合わせることで巨大なドリルと化す。

### 玩具としての概要
トーア・メトロはトーア・マタ同様に胴体部にギアが仕込まれており、背中のギアを回すと腕が動くが、マスクが外れにくい形状に変化したためトーア・マタの様な遊びはできなくなっている。また、ラクシに続き膝関節が追加され、腕の関節も増えたために幅の広いポージングが可能となった。（しかし、ギアギミックの為に腕のポージングは難しい）ヴァキ同様、形成色が大きく変わり全体的（オネワを除く）に暗い落ち着いた色となっている。ボトルのキャップは二つ合わせることでツラガ・デューム(テリダックス)がマトラン達を閉じ込めたカプセルとなる。初回生産分にはゲームの入ったCD-ROMが付属した。
そのシンプルなデザインとプロポーションの良さから「歴代トーア屈指の完成度」と称するファンも少なくない。

## トーア・ホーディカ / Toa Hordika
ヴィソラックに捕えられたトーア・メトロが、その毒で変異した姿。
野獣のような姿で長時間ホーディカの状態でいるとラヒになってしまう。右手が武器化しており、顔とカノイは一体化している。カノイの力を使うこともできなければエレメントパワーの使用も大きく制約されている。

### メンバー
ワカマ・ホーディカ / Vakama Hordika
炎のトーア、ワカマが変異した姿。
ノカマ・ホーディカ / Nokama Hordika
水のトーア、ノカマが変異した姿。
マタウ・ホーディカ / Matau Hordika
大気のトーア、マタウが変異した姿。
トーアになれた事を一番喜んでいた為、ホーディカになった事を一番嫌っている。
ヌジュ・ホーディカ / Nuju Hordika
氷のトーア、ヌジュが変異した姿。
オネワ・ホーディカ / Onewa Hordika
岩石のトーア、オネワが変異した姿。
ウェヌア・ホーディカ / Whenua Hordika
大地のトーア、ウェヌアが変異した姿。

### 玩具としての概要
玩具には右腕のみにギアギミックあるが、それ以前のものと比べるとかなり地味になってしまっている（稼働性の確保とデザインを重視した結果と思われる）。背中にはスピナーが付いており発射可能、初めて全員共通の飛び道具を持つトーアシリーズとなっている。